# Vivianna Torun Bülow-Hübe
Vivianna Torun Bülow-Hübe est une joaillière suédoise née le 4 décembre 1927 à Malmö et morte le 3 juillet 2004 à Copenhague.
Elle est l'un des plus importants orfèvres suédois du XXe siècle et la première femme orfèvre à avoir acquis une renommée internationale.
Parmi ses œuvres les plus importantes figurent la montre Vivianna, le bracelet Mobius et les boucles d'oreilles et colliers Dew Drop.

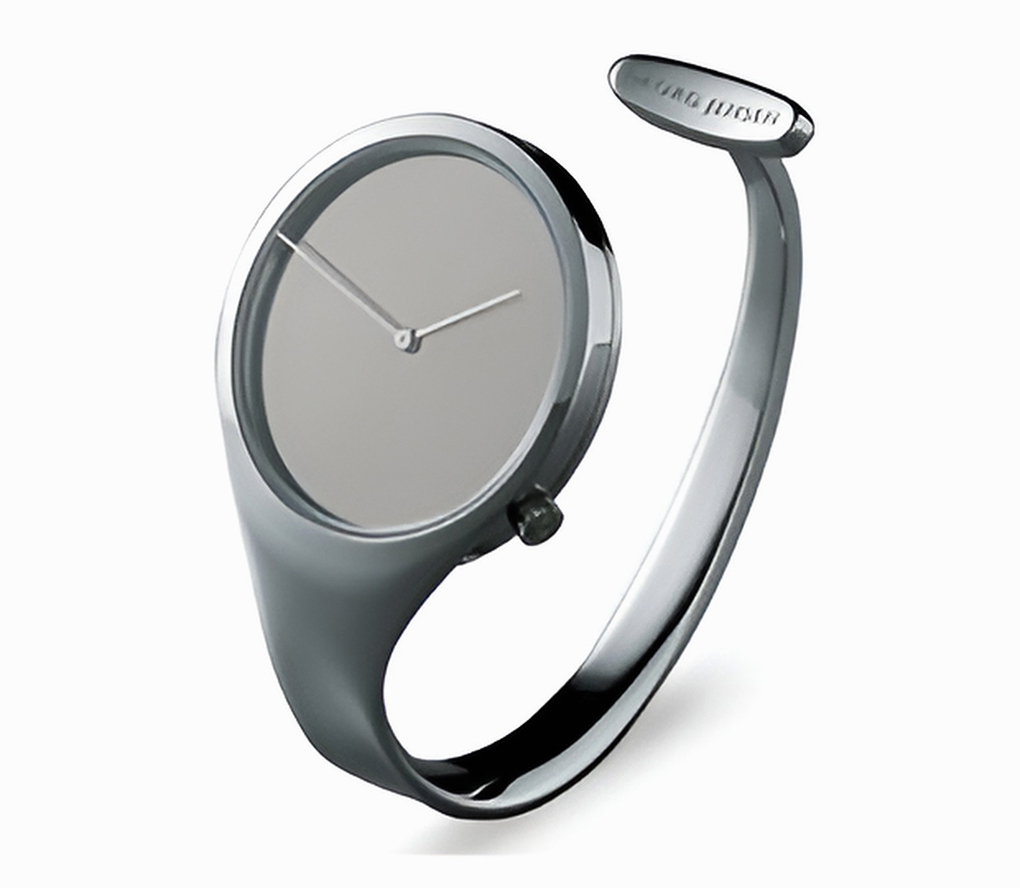
La montre Vivianna créée en 1962.